# Flavine Mawete
 (juin 2025).
Flavine Mawete Musolo (né le 11 décembre 2000) est une footballeuse congolaise qui joue comme ailier pour l'association sportive au championnat de Suède féminin et l'équipe nationale de la RD Congo.

## Carrière internationale
Mawete a été sélectionnée pour la RD Congo au niveau senior lors du Tournoi de qualification olympique féminin de la CAF 2020 (troisième tour).